# Heinrich Maier
Heinrich Maier, DDr. (Großweikersdorf, 1908. február 16. – Bécs, 1945. március 22.) római katolikus pap, oktató, filozófus és az osztrák ellenállás tagja volt, Hitler bécsi rendszerének utolsó áldozataként kivégezték.
Az általa vezetett ellenállási csoportot a második világháború alatti szövetséges háborúban az egyik legfontosabbnak tartották.
Csoportja nagyon sikeresen adta át a szövetségeseknek a V–1 repülő bombák, a V–2 rakéták, a Tigris harckocsik, a Messerschmitt Me 163 Komet és más repülőgépek terveit és gyártási lehetőségeit, amelyekkel német termelőegységeket tudtak megcélozni. Az információk nagy része fontos volt a Hydra művelet és a Crossbow művelet szempontjából, mindkettő kritikus művelet volt az Overlord művelet szempontjából. Maier és csoportja nagyon korán tájékoztatta az amerikai titkosszolgálatot, az OSS-t a zsidók tömeges meggyilkolásáról Auschwitzban.

## Fordítás
- Ez a szócikk részben vagy egészben  a   Heinrich Maier című angol Wikipédia-szócikk ezen változatának fordításán alapul.  Az eredeti cikk szerkesztőit annak laptörténete sorolja fel. Ez a jelzés csupán a megfogalmazás eredetét és a szerzői jogokat jelzi, nem szolgál a cikkben szereplő információk forrásmegjelöléseként.